# Kybos strangula
Kybos strangula är en insektsart som först beskrevs av Davidson och Delong 1939.  Kybos strangula ingår i släktet Kybos och familjen dvärgstritar. Inga underarter finns listade i Catalogue of Life.